# Prix Jacqueline-Déry-Mochon
Le prix Jacqueline-Déry-Mochon est un prix littéraire québécois créé en 2000. 
Il a été créé à la mémoire de Jacqueline Déry Mochon, écrivaine et présidente de la Société littéraire de Laval dans les années 1990. Il avait pour but d'encourager les nouveaux auteurs. Le prix était généralement attribué dans les deux catégories. Le prix était remis en alternance à une œuvre de poésie et à une œuvre en prose. Il ne semble pas avoir été décerné après 2006.
Le prix était destiné exclusivement aux auteurs d'un premier livre de poésie ou d'une première œuvre en prose.

## Lauréats
- 2000 - Julie Hivon
- 2001 - Tania Langlais
- 2002 - Melchior Mbonimpa
- 2003 - Violaine Forest - Nazila Sedghi (ex aequo)
- 2004 - Wajdi Mouawad
- 2005 - Louise Marois
- 2006 - Françoise Roy